# Álvaro Gestido
José Álvaro Pelegrín Gestido Pose (ur. 17 maja 1907 w Montevideo, zm. 18 stycznia 1957 w Santa Clara de Olimar) – urugwajski piłkarz, pomocnik. Mistrz świata z roku 1930. Długoletni piłkarz CA Peñarol.
Do 1926 był piłkarzem Charley Solferino. W Peñarolu grał w latach 1926–1942, wielokrotnie zdobywając tytuł mistrza kraju. W reprezentacji Urugwaju w latach 1927–1940 rozegrał 26 spotkań. Podczas MŚ 30 zagrał we wszystkich czterech meczach Urugwaju. Wcześniej, w 1928, zdobył złoty medal igrzysk w Amsterdamie.
Jego bratem był Óscar Diego Gestido, prezydent Urugwaju w 1967.